# Marcelo dos Santos (actor)
Marcelo dos Santos (Buenos Aires, Argentina, 10 de diciembre de 1963) es un actor de cine, teatro, televisión y presentador argentino nacionalizado colombiano.

## Biografía
Nació en Buenos Aires desde su adolescencia se interesó en actuación y locución. Estudio relaciones industriales en la Universidad Argentina de la Empresa donde nunca ejerció su profesión. 

En 1981 debutó en teatro la obra La caja mágica y participó en obras musicales en el Teatro Maipo. En 1983 entra a la televisión actuando en la telenovela Sola con Zulma Faiad y Silvia Baylé.
En 1985 debutó en la televisión internacional participando en la telenovelas brasileñas Tienda de los milagros, basado en la obra de Jorge Amado y Helena el culebrón, basado en la obra de Luiz Fernando Carvalho. 
En 1993 participó en la telenovelas venezolanas Dulce ilusión y La loba herida. En 1995 se radica en Colombia y participa en telenovleas El manantial, Perfume de agonía y Pecados capitales. En 1998 hace su debut en el cine en la película Golpe de estadio con Emma Suárez, Nicolás Montero y César Mora.

## Filmografía[4]

### Televisión[4]
| Año       | Título                           | Personaje                      | Canal              |
| --------- | -------------------------------- | ------------------------------ | ------------------ |
| 2024      | Klass 95                         | Adrián Grosso                  | Caracol Televisión |
| 2024      | Rojo carmesí                     | Alejandro Ruíz                 | Canal RCN          |
| 2022-2023 | La Reina del Sur                 | Lorenzo Mortati                | Telemundo          |
| 2021      | Café con aroma de mujer          | Eduardo Sanclemente            | Canal RCN          |
| 2021      | La reina del flow 2              | Mike Rivera                    | Caracol Televisión |
| 2017      | Infieles anónimos                |                                | Canal RCN          |
| 2016      | Contra el tiempo                 | Frank Gómez                    | Canal RCN          |
| 2016      | La niña                          | Alfonso Montealegre            | Caracol Televisión |
| 2015      | Los hombres también lloran       | Dr. Vicente Domínguez          | Caracol Televisión |
| 2013-2014 | Mentiras perfectas               | Fabio                          | Caracol Televisión |
| 2013-2014 | Los graduados                    | Daniel "Danny" Torres          | Canal RCN          |
| 2013      | Amo de Casa                      | Roberto Montoya                | Canal RCN          |
| 2013      | La Madame                        | Augusto Fontana                | Telemundo          |
| 2012-2013 | El Capo 2                        | Terry Bianchini                | MundoFox           |
| 2011-2012 | Kdabra                           | Lang                           | Moviecity          |
| 2009-2010 | Amor en custodia                 | Alejandro Sanínt               | Canal RCN          |
| 2008-2009 | El último matrimonio feliz       | Andrés Salamanca Gómez         | Canal RCN          |
| 2008      | Mujeres asesinas                 |                                | Canal RCN          |
| 2007      | Tiempo final                     | Carlos                         | Fox Channel        |
| 2006-2007 | Las profesionales, a su servicio | Vicente Soler                  | Caracol Televisión |
| 2005-2006 | Juegos prohibidos                | Gustavo Andrade alias 'Dominó' | Canal RCN          |
| 2002-2004 | Pecados capitales                | Adán Guzmán                    | Caracol Televisión |
| 1997-1998 | Perfume de agonía                | Darío Alzate                   | Canal A            |
| 1995-1996 | El manantial                     | Felipe Delmont                 | Canal A            |
| 1993-1994 | Dulce ilusión                    |                                | RCTV               |
| 1992      | La loba herida                   | Marcelo Galán                  | Venevisión         |
| 1988      | Amándote                         | Christian                      | Canal 11           |
| 1987      | Helena                           | Tiao                           |                    |
| 1987      | La cuñada                        |                                | Canal 9 Libertad   |
| 1986      | El vidente                       |                                | Canal 9            |
| 1985      | Tienda de los milagros           |                                |                    |
| 1983      | Sola                             | Claudio                        | Canal 9            |

### Películas[4]
| Año  | Título                       | Personaje |
| ---- | ---------------------------- | --------- |
| 2013 | Lo que es, es (Cortometraje) |           |
| 1998 | Golpe de estadio             | Martín    |